# Puyang, Puyang
Puyang är ett härad som lyder under Puyangs stad på prefekturnivå i Henan-provinsen i centrala Kina. Det ligger omkring 160 kilometer nordost om provinshuvudstaden Zhengzhou. 
Puyangs härad består av de delar som blev över av häradet då dess huvudort blev ombildat till stadsdistrikt i staden med samma namn.